# Cerro Navarro
Cerro Navarro är ett berg i Mexiko.   Det ligger i kommunen Aconchi och delstaten Sonora, i den nordvästra delen av landet, 1 600 km nordväst om huvudstaden Mexico City. Toppen på Cerro Navarro är 2 015 meter över havet. Cerro Navarro ingår i Sierra de Aconchi.
Terrängen runt Cerro Navarro är kuperad åt sydväst, men åt nordost är den bergig. Runt Cerro Navarro är det mycket glesbefolkat, med 2 invånare per kvadratkilometer. Närmaste större samhälle är San José, 19,4 km sydost om Cerro Navarro. I omgivningarna runt Cerro Navarro växer huvudsakligen savannskog.